# Saint-Martin-de-Clelles
Saint-Martin-de-Clelles är en kommun i departementet Isère i regionen Auvergne-Rhône-Alpes i sydöstra Frankrike. Kommunen ligger i kantonen Clelles som tillhör arrondissementet Grenoble. År 2022 hade Saint-Martin-de-Clelles 184 invånare.

## Befolkningsutveckling
Antalet invånare i kommunen Saint-Martin-de-Clelles
Referens:INSEE